# میبا اوییشن
میبا اوییشن (به انگلیسی: MIBA Aviation) یک شرکت هواپیمایی است که در ۱۹۹۴ میلادی تأسیس شده‌است. دفتر مرکزی میبا اوییشن در مبوجی-مایی، جمهوری دموکراتیک کنگو واقع شده‌است.